# Stanley Kubrick
Stanley Kubrick (ur. 26 lipca 1928 w Nowym Jorku, zm. 7 marca 1999 w Harpenden) – amerykański reżyser, scenarzysta, montażysta, twórca efektów specjalnych i producent filmowy. Znany z innowacyjnego podejścia do sztuki filmowej, stworzył trzynaście pełnometrażowych filmów fabularnych. Jego filmy charakteryzują się dbałością o stronę wizualną, głęboką symboliką oraz precyzyjną kontrolą każdego aspektu produkcji.
Kariera Kubricka ewoluowała od fotografii prasowej w czasopiśmie „Look” w latach 40., przez realizację krótkometrażowych dokumentów, aż po wielkie produkcje hollywoodzkie. Jego dzieła obejmują Ścieżki chwały (1957) – antywojenną opowieść o I wojnie światowej, Spartakusa (1960) – pełen rozmachu film historyczny, Lolitę (1962) – kontrowersyjną adaptację powieści Vladimira Nabokova, Doktora Strangelove (1964) – satyrę na zimną wojnę. Szczyt jego twórczości stanowią 2001: Odyseja kosmiczna (1968), rewolucjonizująca kino science fiction, Mechaniczna pomarańcza (1971) – dystopia o przemocy i wolnej woli, Lśnienie (1980) – psychologiczny horror, Full Metal Jacket (1987) – studium wojny w Wietnamie, oraz Oczy szeroko zamknięte (1999) – jego ostatni film o małżeństwie i seksualności.
Kubrick słynął z perfekcjonizmu, często powtarzając sceny, aby osiągnąć pożądany efekt. Innowacje techniczne były stałym elementem jego pracy – od użycia obiektywów NASA w Barrym Lyndonie (1975), przez rewolucyjne efekty specjalne w 2001, po zastosowanie Steadicamu w Lśnieniu. Po przeprowadzce do Wielkiej Brytanii w połowie lat 60. rzadko opuszczał swój dom w Harpenden, kontrolując każdy aspekt swoich produkcji z obsesyjną dokładnością. Jego filmy, często kontrowersyjne i wieloznaczne, utrwaliły pozycję Kubricka jako jednego z najważniejszych reżyserów kina.

## Lata młodości

Stanley Kubrick jako dziecko. Na zdjęciu wraz ze swoim ojcem, Jackiem Kubrickiem

Pochodził z rodziny aszkenazyjskich Żydów, która wywodziła się z Europy Środkowej; jego dziadkiem był urodzony na terenie obecnej Ukrainy Eliasz Kubrik. Ojciec reżysera, Jakob Leonard Kubrik, znany również pod imionami Jack i Jacques, był z zawodu lekarzem, a hobbystycznie także szachistą, matką zaś – Gertrude Perveler. Stanley Kubrick przyszedł na świat 26 lipca 1928 w klinicznym szpitalu położniczym Lying-In Hospital na Manhattanie; niespełna sześć lat później urodziła się jego siostra, Barbara Mary.

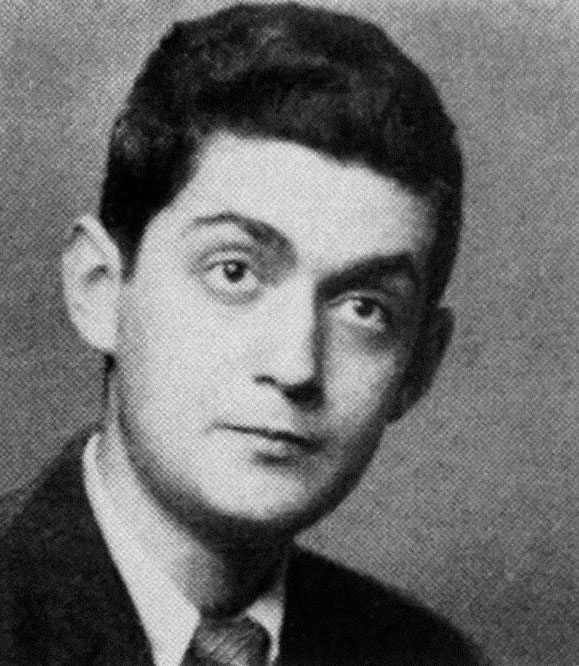
Kubrick w wieku 16 lat

Stanley Kubrick dorastał w żydowskiej dzielnicy Nowego Jorku, na West Bronksie. W wieku 12–13 lat zaczął interesować się fotografią, wpoił sobie odziedziczoną po ojcu pasję do szachów. W liceum poznał kolegów, z którymi miał okazję współpracować przy swych filmach, np. Alexandra Singera, Geralda Frieda oraz Howarda Sacklera. Interesował go również jazz; w szkolnym combo swingowym na Taft High School grał na perkusji. W 1946 został zatrudniony przez pismo fotograficzne „Look”, którego redaktorem naczelnym był Arthur Rothstein, również żydowskiego pochodzenia.
Nie przykładał się szczególnie do nauki szkolnej; ukończył szkołę średnią Taft z wynikiem 70%, co uniemożliwiło mu naukę uniwersytecką. Poświęcił się całkowicie współpracy z „Look”; w latach 1946–1950 wykonał dla czasopisma około 26 000 fotografii. W 1948 ożenił się z koleżanką Tobą Metz; nowożeńcy przeprowadzili się z Bronxu do artystycznej dzielnicy Greenwich Village. Był częstym gościem Museum of Modern Art i lokalnych kin. Ponieważ słabo zarabiał z pracy w „Look”, w 1950 zrezygnował z kariery fotografa, by poświęcić się karierze filmowej.

## Kariera

### Dzień walki, Latający ojczulek, Marynarze

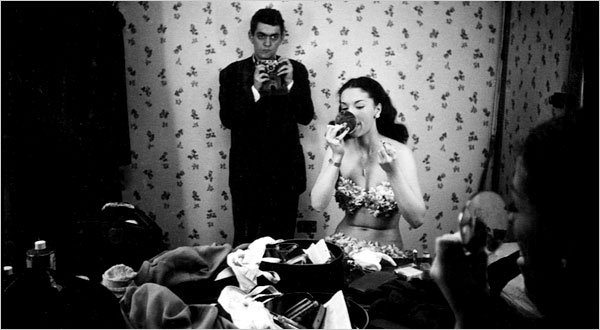
Stanley Kubrick oraz Rosemary Williams, 1949

Kubrick i Alexander Singer utrzymywali ze sobą kontakt po ukończeniu szkoły średniej. Kubrick postanowił rozpocząć od realizacji krótkometrażowego obrazu dokumentalnego i w 1950 z pomocą Singera zrealizował 16-minutowy film dokumentalny Dzień walki (Day of the Fight), dokumentujący jeden dzień z życia boksera Waltera Cartiera. Koszt realizacji filmu wyniósł około 3900 dolarów; dystrybutor RKO-Pathé, który prezentował go w kinach w cyklu krótkometrażówek This Is America i który dał Kubrickowi 1500 dolarów na jego realizację, wykupił go za 4000 dolarów.
Zarobione pieniądze zainwestował w kolejny dokument – Latającego ojczulka (Flying Padre), opowiadającego o Fredzie Stadtmuellerze, katolickim księdzu z Mesquero w północnym Nowym Meksyku, który przemieszczał się za pomocą samolotu pomiędzy różnymi podległymi mu kościołami, by wygłaszać kazania. W 1953 roku zrealizował ostatni krótkometrażowy dokument – Marynarzy (The Seafarers), reklamówkę nakręconą na zlecenie międzynarodowego związku zawodowego marynarzy. Była to pierwsza praca na zlecenie w karierze Kubricka; do powodów podjęcia się jej należały możliwość pracy po raz pierwszy na taśmie kolorowej 16 mm oraz zdobycie środków na debiut fabularny, który również ujrzał światło dzienne w 1953 roku.

### Strach i pożądanie

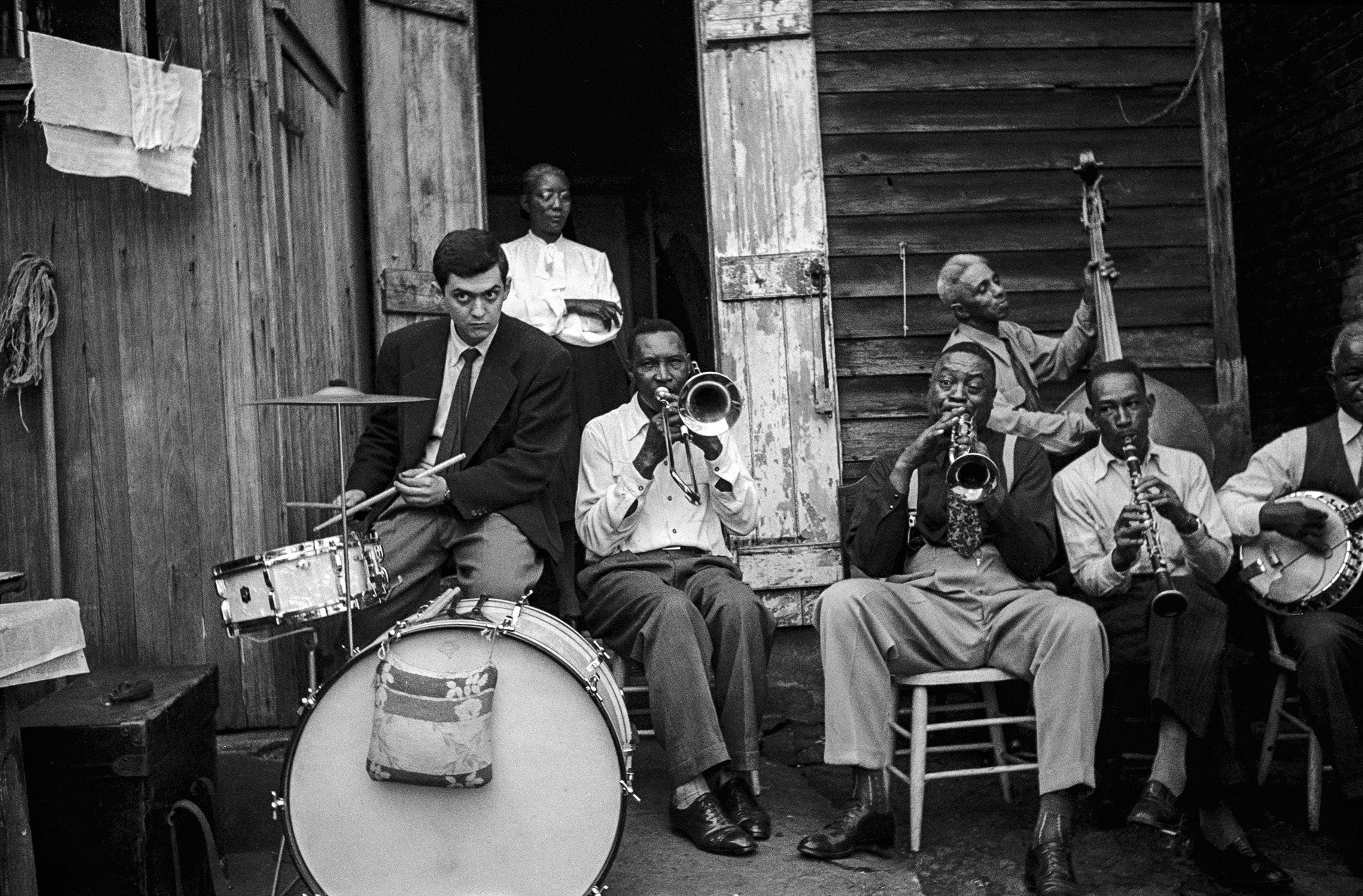
Kubrick, George Lewis i jego zespół muzyczny. Zdjęcie wykonane dla magazynu „Look”, 1950

Pracę nad fabularnym debiutem Stanley Kubrick rozpoczął w 1951 roku. Scenariusz The Trap – alegorycznej opowieści o czterech zwykłych żołnierzach uwięzionych za linią frontu podczas nieokreślonej wojny i próbujących wrócić do swoich – napisał znajomy Kubricka, Howard O. Sackler. Pierwszym dystrybutorem miał być Richard de Rochemont, ale ostatecznie jego obowiązki przejął Joseph Burstyn. Film został ukończony w 1952 roku i był wyświetlany na Festiwalu Filmowym w Wenecji w sekcji dokumentalnej, a rok później trafił na ekrany kin amerykańskich pod tytułem Strach i pożądanie (Fear and Desire).
Sam Kubrick wypowiadał się o swoim debiucie zawsze negatywnie, uważając go za niewarty uwagi film amatorski. Gdy jego kariera nabrała rozpędu, wstrzymał prezentacje dzieła, a kiedy na początku lat 90. prawa autorskie wygasły i film można było pokazywać bez jego zgody, wykupił i zniszczył wszystkie kopie, do jakich udało mu się dotrzeć. Jedyna kopia w dobrym stanie przetrwała w prywatnej kolekcji i stanowi podstawę wersji DVD. Strach i pożądanie wprowadził kilka tematów przewijających się przez całą twórczość Kubricka: okrutny fenomen wojny, szaleństwo i okrucieństwo jako stałą część ludzkiej natury, jednostkę ulegającą stłamszeniu przez otoczenie oraz fatalistyczne przeświadczenie, że człowiek nie ma wpływu na swój los.

### Pocałunek mordercy
W roku 1952, rok po rozwodzie z Tobą Metz, Stanley Kubrick poznał starszą o trzy lata austriacką tancerkę Ruth Sobotkę, która wyemigrowała do Stanów Zjednoczonych tuż po wybuchu II wojny światowej. Zamieszkali wspólnie i pobrali się w 1954 roku. W 1953 roku, po ukończeniu Marynarzy, Kubrick ponownie we współpracy z Sacklerem rozpoczął pracę nad kolejnym filmem fabularnym. Jako że pracując nad fotoreportażami i filmem dokumentalnym Dzień walki poznał dokładnie środowisko bokserów, głównym bohaterem uczynił boksera na życiowym zakręcie, zakochanego w tancerce, którą uwodzi jej brutalny pracodawca.
Pocałunek mordercy (Killer’s Kiss), nakręcony w trzynaście tygodni, trafił na ekrany 28 września 1955 jako mroczna, ponura historia kryminalna utrzymana w poetyce filmu noir. Znów pojawiał się wątek przypadku determinującego ludzki los – gdy bohater oczekuje na ukochaną na ulicy, grupa pijanych wyrostków kradnie mu szalik, a gdy oddala się z miejsca spotkania, by go odzyskać, zbiry nasłane przez brutalnego pracodawcę dziewczyny mordują zupełnie przypadkową osobę, która miała pecha się tam znaleźć. Uwagę zwracały przede wszystkim zdjęcia; jak pisał biograf reżysera David Mikics, Kubrick „ukazuje ulice Nowego Jorku jako nijakie i oniryczne, pełne surowych, miejskich osobliwości”. Sam Kubrick był jednak niezadowolony z filmu, uznając go za „śmieszny” i na poziomie prac studenckich.

### Zabójstwo
Kolejnym dziełem Kubricka – a przy tym pierwszym pełnometrażowym – była adaptacja powieści Clean Break Lionela White’a – historia skoku na pieniądze z zakładów bukmacherskich i jego konsekwencji. Był to ostatni film Kubricka oparty na oryginalnym pomyśle, wszystkie późniejsze dzieła były adaptacjami. Alexander Singer przebywał w Hollywood, gdzie poznał młodego producenta i reżysera Jamesa B. Harrisa, którego wkrótce przedstawił Kubrickowi. Harris osobiście doręczył scenariusz Jackowi Palance’owi, ale ten zignorował propozycję, więc główną rolę zagrał Sterling Hayden. Powstały film Zabójstwo (The Killing) trafił na ekrany 20 maja 1956. Kubrick, pierwszy raz pracujący z zawodową ekipą i aktorami, zmienił wymowę powieści – główni bohaterowie nie są zatwardziałymi kryminalistami, lecz pechowcami, których na drogę przestępstwa popycha desperacja i brak innych wyjść z kłopotów. Kubrick kręcił film niekonwencjonalnie, stosując szerokokątne obiektywy używane do planów zewnętrznych również we wnętrzach, nadając im niezwykłą ostrość i specyficzną perspektywę. Po raz pierwszy dał o sobie znać perfekcjonizm reżysera, który bardzo dokładnie rozpisał wszystkie szczegóły techniczne. Doprowadziło to do konfliktu z doświadczonym operatorem Lucienem Ballardem – gdy ten użył zwykłego obiektywu zamiast szerokokątnego, Kubrick zareagował natychmiast, nakazując mu postąpić według wskazówek albo opuścić plan na zawsze.
Najwięcej trudności nastręczyła realizacja sceny skoku, zwłaszcza momentu startu koni z boksów. Nie mając pieniędzy na wynajęcie toru, reżyser namówił Alexandra Singera, by wtargnął z kamerą na tor podczas prawdziwego wyścigu i sfilmował start, zanim służby porządkowe go wyrzucą – udało się za pierwszą próbą. Zabójstwo było nowatorskim eksperymentem formalnym jak na ówczesny film kryminalny: poszczególne zdarzenia relacjonowano nieliniowo, a nie chronologicznie. Choć ówcześni krytycy narzekali, że utrudnia to zrozumienie obrazu, eksperyment po latach znalazł licznych naśladowców – choćby Quentina Tarantino we Wściekłych psach. W filmie pojawił się też istotny dla Kubricka motyw przypadku determinującego ludzkie losy: w finale plany bohaterów krzyżował mały piesek, który przypadkowo znalazł się w niewłaściwym miejscu.

### Ścieżki chwały

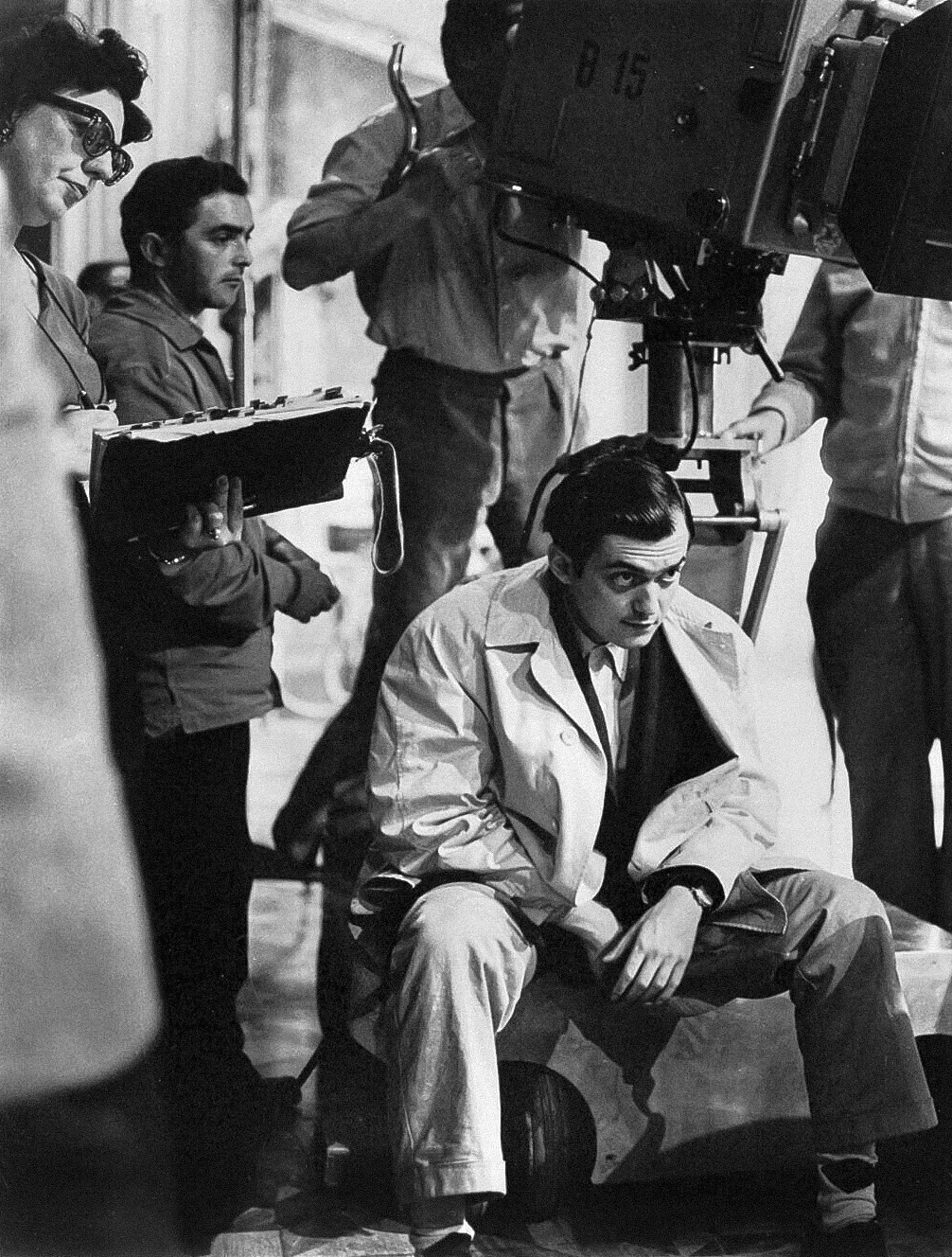
Kubrick na planie Ścieżek chwały

Kolejnym filmem Kubricka była adaptacja powieści Paths of Glory Humphreya Cobba – historia trzech francuskich żołnierzy niesłusznie oskarżonych o tchórzostwo podczas I wojny światowej. W wyniku chorej ambicji dowódcy wyznaczono im zdobycie niemożliwego do wzięcia Mrówczego Wzgórza, a gdy natarcie się załamało, potrzebowano kozłów ofiarnych, by ukryć, że atak od początku nie miał szans powodzenia. Jak opowiadał Kubrick, powieść znalazł przypadkiem w poczekalni gabinetu lekarskiego ojca. Wytwórnia United Artists zgodziła się sfinansować film tylko dlatego, że w głównej roli pułkownika Daxa – adwokata trzech skazanych żołnierzy – obsadzono Kirka Douglasa, którego nazwisko i wsparcie umożliwiło realizację. Aby zmieścić się w budżecie, Kubrick nakręcił film w Europie – w rozległych nieużytkach w podmonachijskim Geiselgasteig. Przygotowania sekwencji bitewnych zajęły Kubrickowi ponad miesiąc.
Film wprowadzał kolejny powracający u Kubricka wątek – ponury fenomen wojny jako zinstytucjonalizowanego zabijania w imię wyższych celów oraz motyw irracjonalnego przypadku: trzej skazani zostali wybrani z różnych powodów – Ferrol za załamanie się pod wpływem szoku, Paris za bycie świadkiem głupoty przełożonego, a Arnaud zrządzeniem losu, mimo że był jednym z najdzielniejszych żołnierzy. Pojawił się też motyw odkupienia przez kobietę: w finale pojmana niemiecka śpiewaczka wzrusza francuskich żołnierzy do łez starą niemiecką pieśnią, przynosząc im chwilowe wytchnienie od koszmaru wojny. Zagrała ją Christiane Harlan (pseudonim Suzanne Christian), która w 1958 roku została trzecią żoną Kubricka. Film wszedł na ekrany 25 grudnia 1957, nie był przebojem kasowym; także krytycy przyjęli go ze zgorszeniem (np. Bosley Crowther z „The New York Timesa”), a we Francji uznano Ścieżki chwały za utwór antyfrancuski i zakazano wyświetlania do połowy lat 70.; pod naciskiem Francuzów wycofano go też z Międzynarodowego Festiwalu Filmowego w Berlinie. Po premierze Ścieżek chwały z Kubrickiem skontaktował się Marlon Brando, planujący ambitny western One-Eyed Jacks, ale perfekcjonistyczny reżyser i autokratyczna gwiazda nie byli w stanie współpracować – po kilku miesiącach Brando zwolnił Kubricka, sam przejmując obowiązki reżysera.

### Spartakus

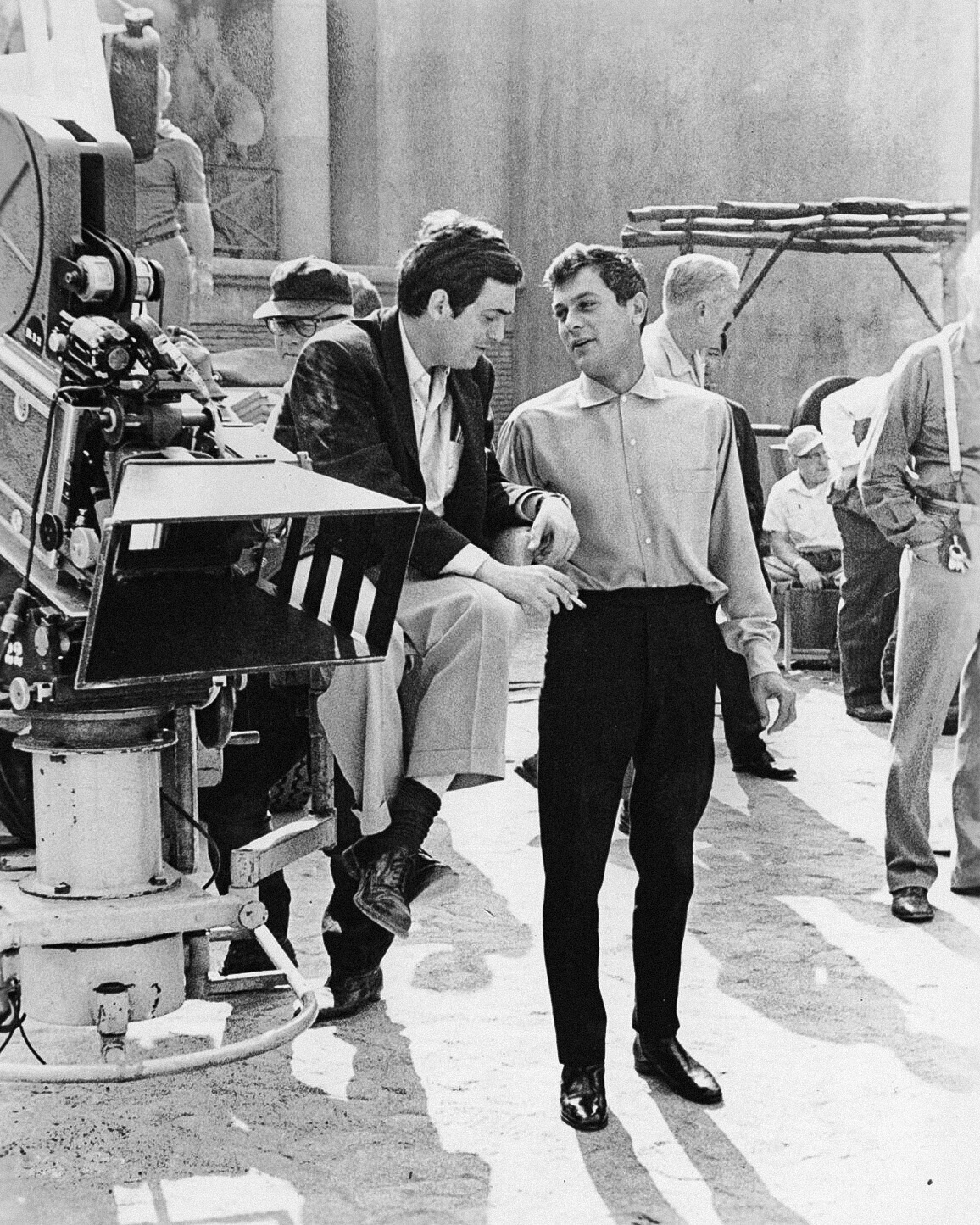
Z Tonym Curtisem na planie Spartakusa

Stanley Kubrick niedługo pozostawał bez pracy po pozbawieniu go reżyserii One-Eyed Jacks. Szybko skontaktował się z nim Kirk Douglas, który pod egidą swojej firmy Bryna Productions rozpoczął pracę nad filmem o Spartakusie i buncie niewolników w starożytnym Rzymie. Wybrany przez aktora reżyser Anthony Mann został zwolniony po zrealizowaniu zaledwie otwierającej sceny w kamieniołomach. Pod kierunkiem Kubricka praca ruszyła naprzód, ale nie bez problemów. Kubrick chciał zmienić scenariusz, który uważał za naiwny i uproszczony, proponując intrygującą ramę narracyjną (historia jako wizja konającego, ukrzyżowanego Spartakusa) oraz scenę ukazującą zdeprawowanie rzymskiego patrycjatu, gdzie Krassus (Laurence Olivier) próbuje uwieść Antoninusa (Tony Curtis), porównując preferencje seksualne do kulinarnych. Koncepcje zostały odrzucone przez scenarzystę Daltona Trumbo i Douglasa, choć scenę w łaźni przywrócono w odrestaurowanej wersji z lat 90., z Anthonym Hopkinsem dubbingującym zmarłego Oliviera.
Znów dał o sobie znać perfekcjonizm reżysera – w scenach batalistycznych każdy z tysięcy statystów miał wyznaczone miejsce, a do scen bitewnych zaangażował statystów z amputowanymi kończynami dla wiarygodnego przedstawienia odcinania kończyn mieczem (większość ujęć wycięto jako zbyt szokujące). Kubrick toczył ciągłe boje z operatorem Russellem Mettym. Współpraca tak wykończyła operatora, że ten opuścił plan i zgodził się wrócić dopiero po rozmowie z Douglasem. Kubrick nie był zadowolony z rezultatu, lecz udało mu się przedstawić Spartakusa jako wrażliwego człowieka, którego człowieczeństwo przegrywa z odhumanizowaną maszyną rzymskiej armii – z końcową ironiczną sceną agonii ukrzyżowanego Spartakusa, przedstawianego swemu niemowlęciu jako „człowiek wolny”. Film okazał się przebojem kasowym, otrzymując Oscary za zdjęcia, męską rolę drugoplanową (Peter Ustinov), scenografię i kostiumy. Spartakus przyczynił się też do zaniku czarnej listy – Douglas zażądał, by jako scenarzysta został wymieniony Dalton Trumbo figurujący na liście twórców oskarżanych o sympatie prokomunistyczne.

### Lolita

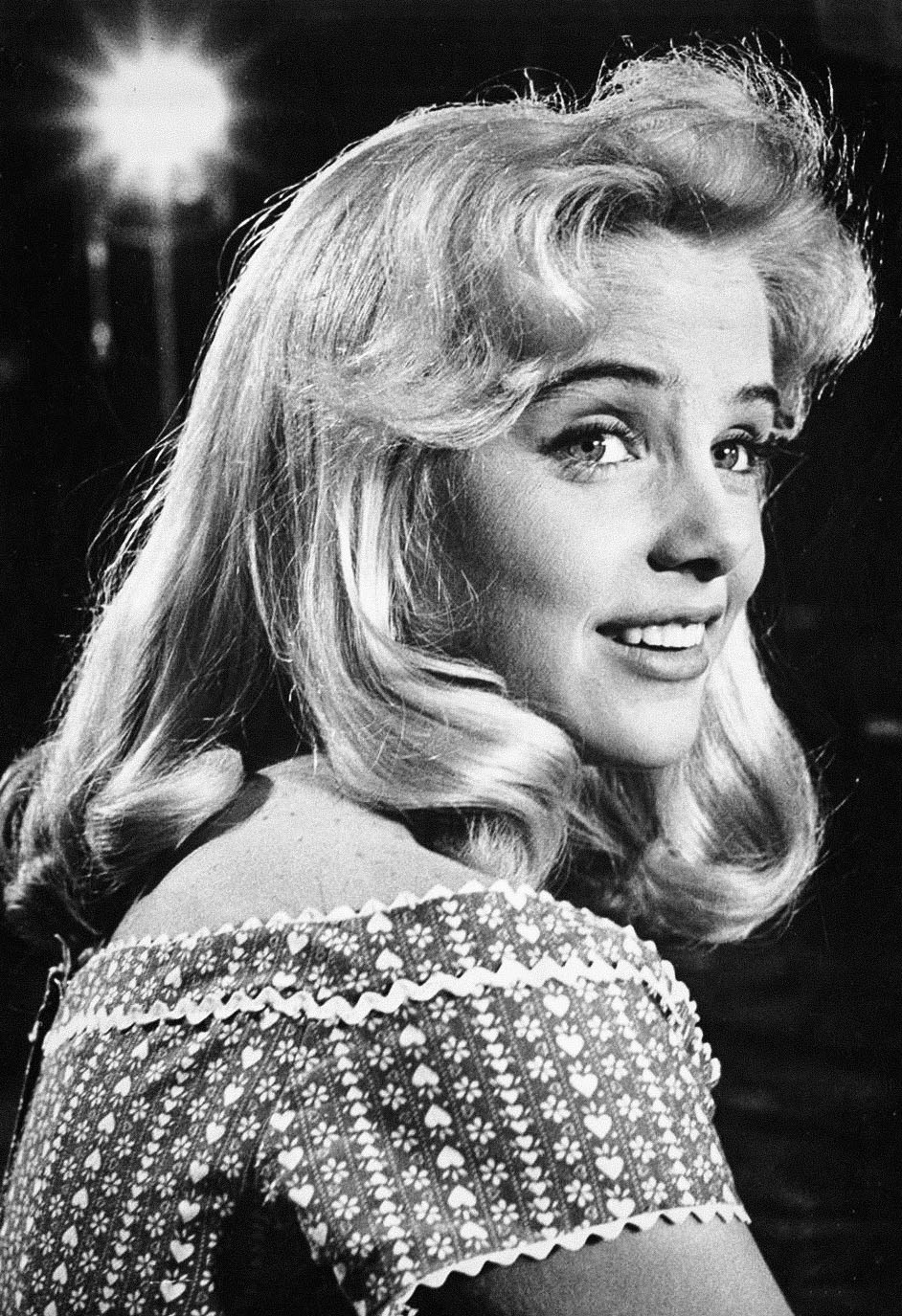
Fotografia Sue Lyon wykonana przez Kubricka ok. 1960; Lyon zagrała tytułową rolę w Lolicie

Po ukończeniu Spartakusa w 1960 roku Kubrick rozpoczął pracę nad kolejnym projektem – adaptacją skandalizującej powieści Vladimira Nabokova Lolita, do której on i Harris zakupili prawa już dwa lata wcześniej. Pierwszą wersję scenariusza napisał sam Nabokov, ale miał on około 400 stron, więc Kubrick oraz Harris znacznie go przerobili. Dobór aktorów okazał się trudny. Długo Kubrick szukał aktora do roli profesora Humberta – gdy ofertę odrzucili David Niven oraz Laurence Olivier, w rolę profesora wcielił się James Mason. Do tytułowej roli reżyser wybrał Sue Lyon. Rolę tajemniczego Clare’a Quilty’ego Kubrick powierzył Peterowi Sellersowi, którego wszechstronność zapadła mu w pamięć.
Reżyser szybko przekonał się, że realizacja filmu o związku dojrzałego mężczyzny z kilkunastoletnią dziewczyną w Ameryce początku lat 60. będzie niezwykle trudna. Książkowa Lolita miała 12 lat – Kubrick zmienił ją w czternastolatkę, ale producenci zapowiedzieli problemy z otrzymaniem Code Seal umożliwiającego dystrybucję w USA. Ostatecznie reżyser był zmuszony podnieść wiek filmowej Lolity do 18 lat, co i tak nie uchroniło go przed długimi sporami z producentami. Powstał film znacząco odbiegający od powieści; Humbert, w powieści wyrachowany, sarkastyczny pedofil, w filmie jest cierpiącą ofiarą swoich popędów; Quilty w wykonaniu Sellersa stał się vis comica całego filmu. Pomimo ocenzurowania treści filmowej Lolity dzieło Kubricka i Harrisa odniosło nadspodziewany sukces: wyprodukowany za 2 miliony dolarów film zarobił 4,5 miliona, ciepło wypowiadała się o nim też np. słynna krytyczka Pauline Kael.

### Dr Strangelove

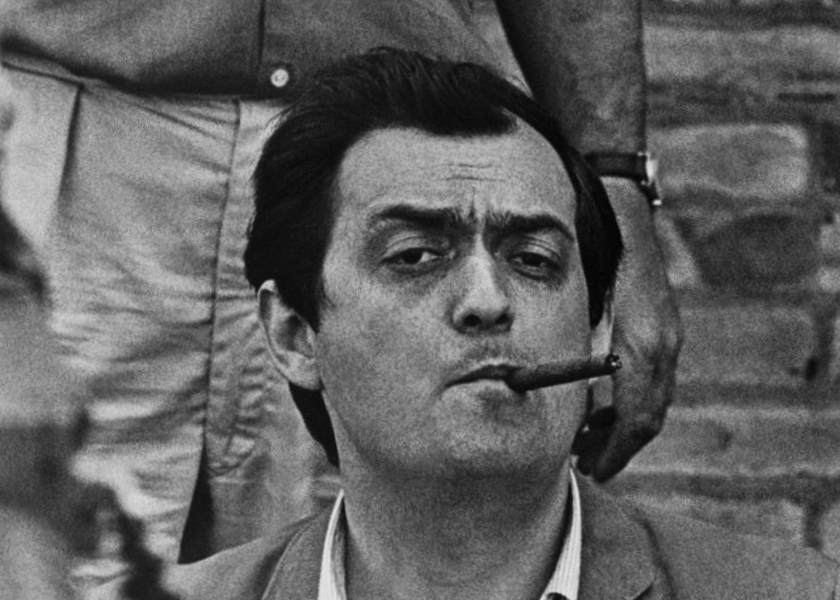
Stanley Kubrick w zwiastunie Doktora Strangelove (1964)

Na przełomie lat 50. i 60. XX wieku Nowy Jork był postrzegany jako główny cel radzieckiego ataku nuklearnego, co żywo interesowało mieszkającego tam Kubricka. W jego bibliotece znajdowały się liczne książki na ten temat, w tym thriller Red Alert Petera George’a o szalonym generale wszczynającym konflikt nuklearny między ZSRR a USA. Kubrick wykupił prawa do ekranizacji i przystąpił do pracy nad scenariuszem z George’em; Harris odmówił udziału w tworzeniu filmu, obawiając się drażliwego tematu. Adaptacja była pierwotnie planowana jako poważny dreszczowiec, ale reżyser uznał wojnę atomową za „straszny absurd”, postanowił więc przekształcić Red Alert w czarną komedię. Doktor Strangelove, czyli jak przestałem się bać i pokochałem bombę (Dr. Strangelove or: How I Learned to Stop Worrying and Love the Bomb) opowiada o szalonym generale Jacku D. Ripperze, który wydaje rozkaz bombardowania ZSRR, co prowadzi do zebrania sztabu kryzysowego w Białym Domu. Rosyjski ambasador ujawnia istnienie „Machiny Zagłady” – tajnej broni, która w przypadku ataku automatycznie zniszczy życie na Ziemi na niemal sto lat. Mimo próby odwołania ataku jeden samolot z uszkodzoną radiostacją kontynuuje misję, a major Kong ręcznie zrzuca bombę, jadąc na niej jak kowboj na rodeo, co uruchamia Machinę i kończy świat.
Kubrick ponownie realizował film w Anglii, gdzie scenograf Ken Adam odtworzył pieczołowicie wnętrze bombowca B-52 i ogromną mapę świata w Sali Wojennej. Do roli generała Turgidsona Kubrick wybrał George'a C. Scotta. Peter Sellers zagrał trzy role (doktora Strangelove, majora Mandrake’a i prezydenta Muffleya); zwłaszcza kreację Strangelove’a często interpretowano jako wcielenie Henry’ego Kissingera, czemu Kubrick później zaprzeczał. Premierę filmu, stworzonego za 2 miliony dolarów, przełożono z powodu zamachu na Johna Fitzgeralda Kennedy’ego. Columbia Pictures zajęła się dystrybucją filmu. Film okazał się olbrzymim sukcesem komercyjnym, zarabiając 9 milionów dolarów i otrzymując cztery nominacje do Oscara: za scenariusz, reżyserię, aktorstwo Sellersa i najlepszy film. Film wywarł znaczący wpływ na twórczość Stevena Spielberga i Olivera Stone’a, trafił też w 1989 roku do Narodowej Biblioteki Kongresu jako dzieło o szczególnych wartościach artystycznych.

### 2001: Odyseja kosmiczna

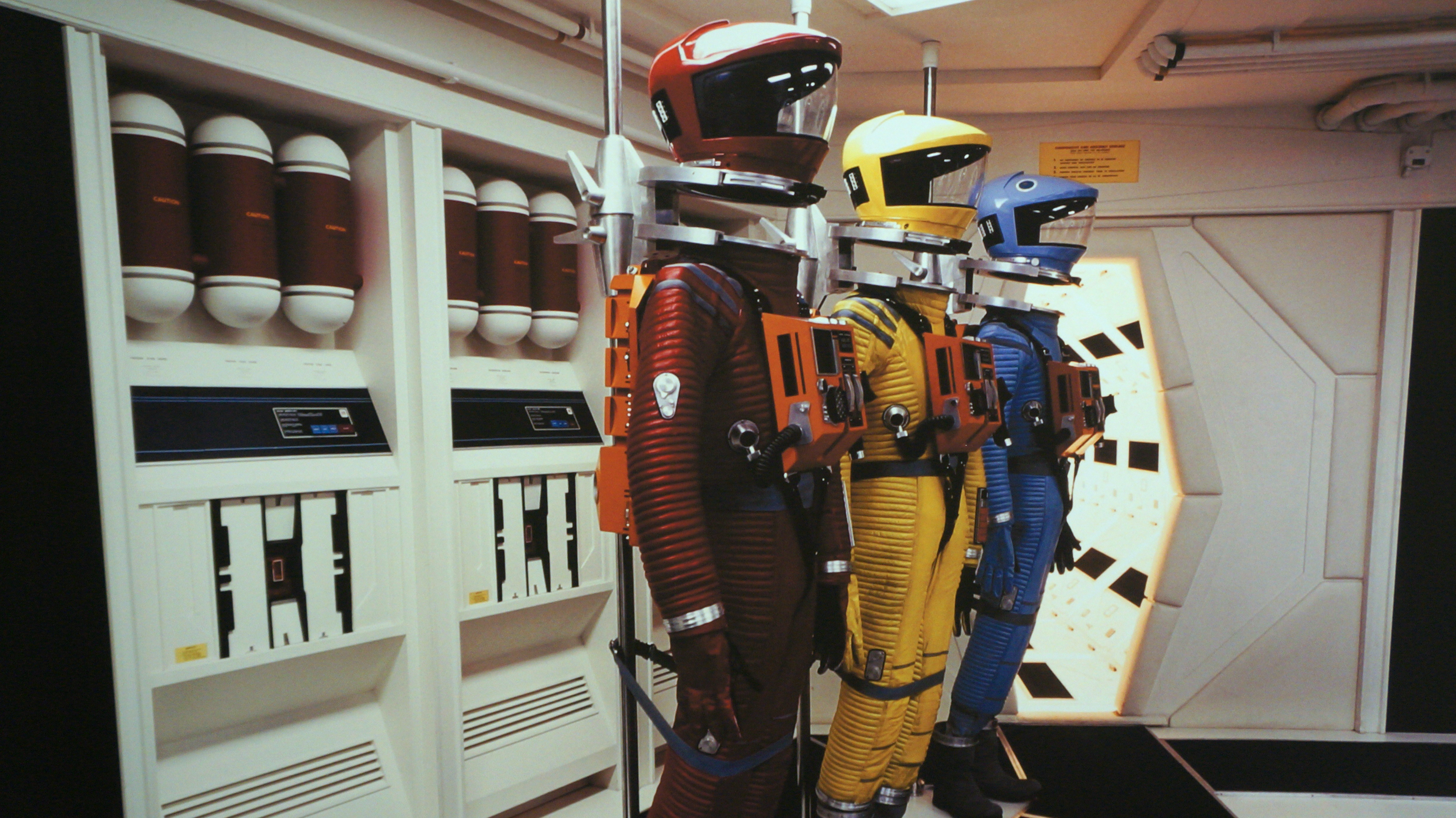
Futurystyczne skafandry wykorzystane jako rekwizyty do 2001: Odysei kosmicznej

Po ukończeniu Dr. Strangelove zainteresowanie Kubricka zwróciło się w kierunku science fiction – postanowił stworzyć film fantastycznonaukowy łączący realistyczne przedstawienie kosmicznej podróży z filozoficzną podstawą. Po obejrzeniu dziesiątków filmów SF i przeczytaniu dużej ilości literatury popularnonaukowej wybrał niewielkie opowiadanie Arthura C. Clarke’a The Sentinel o tajemniczym, pozaziemskim bycie nadzorującym rozwój cywilizacji na Ziemi. Zaprosił Clarke’a do Londynu i rozpoczął z nim pracę nad scenariuszem. Zdjęcia w londyńskich studiach odbyły się w latach 1965–1966, a drobiazgowa postprodukcja trwała dwa lata.
2001: Odyseja kosmiczna (2001: A Space Odyssey) stanowiła filozoficzny wykład o dziejach ludzkości i niezmiennej, zwierzęcej naturze człowieka mimo technologicznego postępu, intrygująco zestawiając zdehumanizowanych ludzi i uczłowieczoną maszynę HAL 9000. Film dzieli się na kilka części: Świt człowieka pokazuje plemię małp odkrywających pierwsze narzędzie pod wpływem tajemniczego monolitu, następnie akcja przenosi się o tysiące lat naprzód do świata regularnych podróży kosmicznych, gdzie naukowcy odkrywają monolit na Księżycu emitujący sygnał w stronę Jowisza. Kolejna sekwencja przedstawia podróż statku Discovery, gdzie superinteligentny komputer HAL 9000 zaczyna wykazywać oznaki uszkodzenia i zabija astronautów, gdy ci planują go odłączyć. W finale jedyny ocalały astronauta Bowman dociera do Jowisza, przekracza tajemnicze wrota i po podróży przez fantasmagoryczne pejzaże trafia do pokoju w stylu wiktoriańskim, gdzie starzeje się i umiera, by odrodzić się jako „Gwiezdne Dziecko”. Film charakteryzowała dbałość o realia kosmicznej podróży. Początkowo kompozytor Alex North stworzył muzykę do filmu, ale Kubrick ostatecznie wykorzystał własny wybór nagrań muzyki poważnej (m.in. Nad pięknym modrym Dunajem Johanna Straussa II) oraz awangardowej Györgya Ligetiego, nie informując o tym kompozytora. Film miał premierę 9 kwietnia 1968; początkowo został przyjęty z mieszanymi uczuciami, ale szybko doceniono jego nowatorstwo i mnogość odniesień kulturalnych. Wyświetlany zarówno w wersji na taśmie 35 mm, jak i 70 mm (w technologii Super Panavision), 2001 okazał się olbrzymim sukcesem komercyjnym wytwórni MGM; widzowie w dobie kontestacji traktowali film powszechnie jako zastępstwo tripu narkotykowego (John Lennon twierdził, że codziennie ogląda 2001). Współcześnie 2001: Odyseja kosmiczna uchodzi za jeden z najważniejszych obrazów w historii kina, a Kubrick otrzymał za niego jedynego w swej karierze Oscara za efekty wizualne.

### Mechaniczna pomarańcza

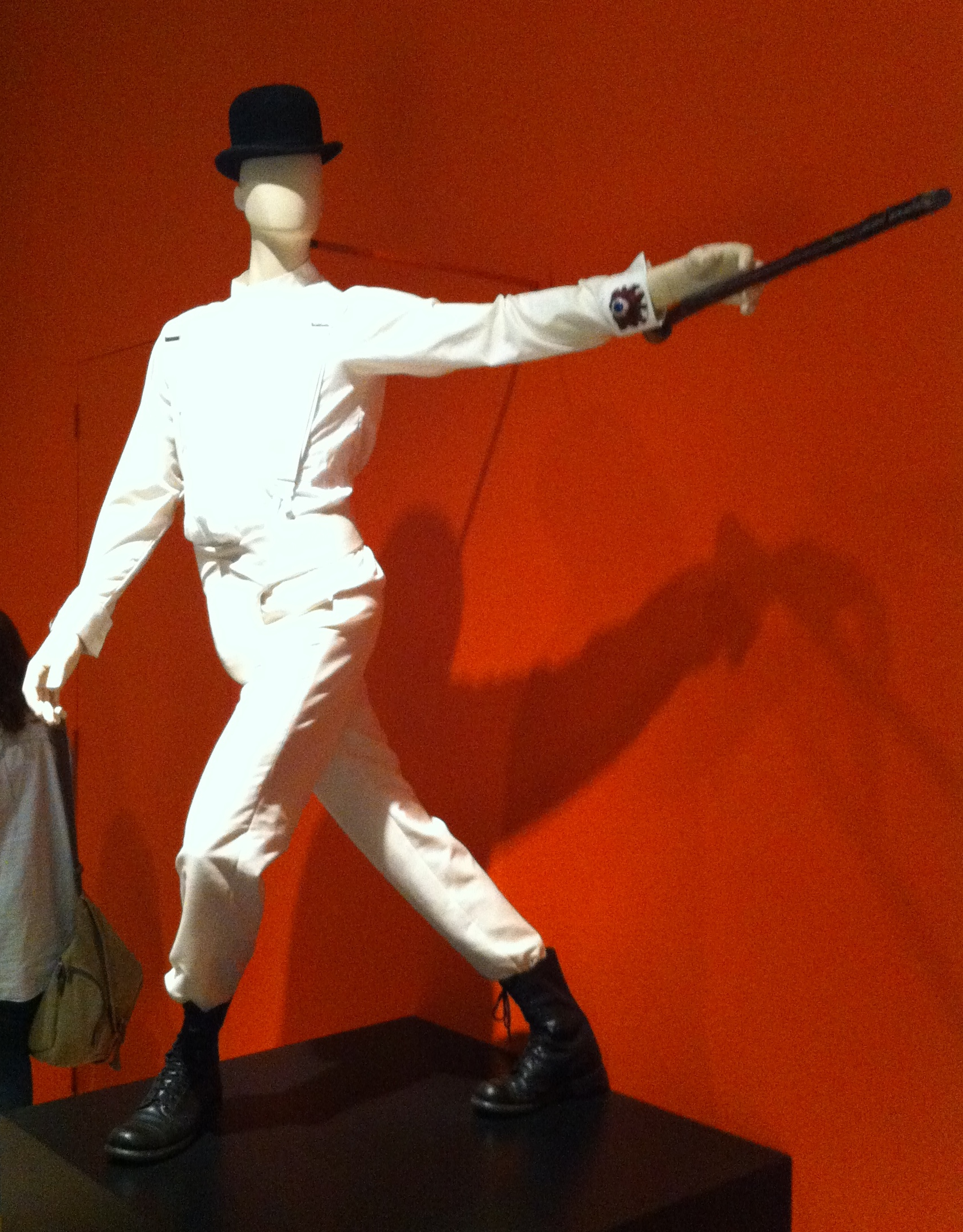
Eksponat z kostiumem noszonym przez Alexa w Mechanicznej pomarańczy

Po zawieszeniu prac nad Napoleonem Kubrick zdecydował się na ekranizację podarowanej mu w 1962 roku powieści Anthony'ego Burgessa Mechaniczna pomarańcza (A Clockwork Orange). Antyutopijna historia rozgrywa się w bliżej nieokreślonej przyszłości w Wielkiej Brytanii, gdzie nastolatek Alex – miłośnik Beethovena – wraz z bandą droogów (posługujących się slangiem będącym mieszaniną angielskiego i rosyjskiego) dopuszcza się aktów przemocy, w tym gwałtu i pobicia znanego pisarza z żoną. Po aresztowaniu Alex zgadza się na eksperyment mający go pozbawić możliwości czynienia zła – pod wpływem leków zmusza się go do oglądania brutalnych scen, co wpaja niechęć do przemocy. Po wyjściu na wolność zostaje odrzucony przez rodziców, zaatakowany przez dawne ofiary i skatowany przez byłych kompanów, którzy zostali policjantami. Trafia do domu pisarza, który go rozpoznaje i postanawia się zemścić, odtwarzając na pełny regulator Beethovena (eksperyment sprawił, że Alex nie znosi tej muzyki). W rozpaczy Alex rzuca się z okna, ale po odzyskaniu przytomności w szpitalu okazuje się, że eksperyment został potępiony, a on odzyskał zdolność do czynienia zła i słuchania Beethovena.
Do głównej roli Kubrick wybrał Malcolma McDowella, znanego z filmu Jeżeli... Lindsaya Andersona, a pisarza zagrał Patrick Magee. Zdjęcia były szczególnie trudne dla McDowella – w scenie eksperymentu Ludovica został przywiązany do krzesła z unieruchomionymi powiekami. Słynna scena gwałtu, podczas której Alex śpiewa „Singin' In The Rain”, powstała spontanicznie – gdy Kubrick uznał scenę za zbyt statyczną, zapytał McDowella, czy umie śpiewać, i kazał mu zaśpiewać jedyną piosenkę, której słowa znał. Muzykę skomponował Walter Carlos (później Wendy Carlos), twórca syntezatorowych adaptacji muzyki poważnej, głównie Beethovena i Gioacchino Rossiniego. Film otrzymał kategorię X w USA z powodu sceny seksu, co rozwścieczyło Kubricka, który specjalnie przyspieszył tę scenę; film dopuszczono do projekcji po wycięciu minuty materiału. Po premierze 19 grudnia 1971 Mechaniczna pomarańcza wywołała gorące dyskusje o estetyzacji przemocy (Pauline Kael pisała o filmie jako „odrażającym seansie […], w swoim humorze wręcz germańskim”), a gdy w Wielkiej Brytanii młodzi przestępcy zaczęli naśladować droogów, Kubrick wycofał film z kin i zakazał jego wyświetlania do swojej śmierci. Zasadniczym motywem jest pytanie, czy dobro i zło można narzucić – Kubrick stawia tezę, że możliwość świadomego wyboru zła jest miarą człowieczeństwa, a człowiek pozbawiony tej możliwości staje się „mechaniczną pomarańczą” – czymś pozornie żywym, ale sterowanym bez udziału woli. Film otrzymał cztery nominacje do Oscara, ale przegrał z Francuskim łącznikiem Williama Friedkina, a sam Burgess podchodził do adaptacji z mieszanymi uczuciami, irytując się licznymi zmianami wobec pierwowzoru i popularnością dzieła, które uważał za poboczne w swej karierze.

### Barry Lyndon

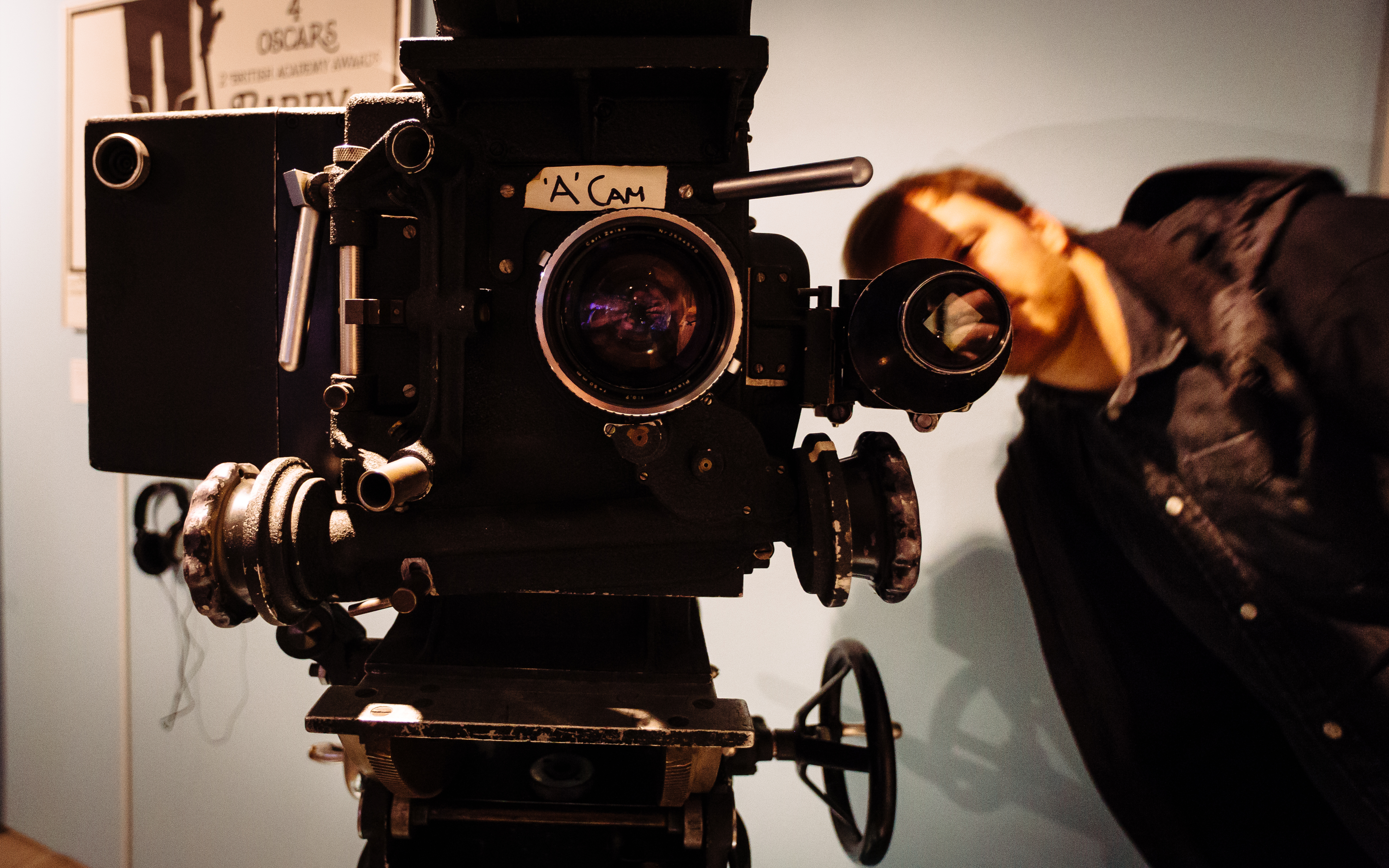
Kamera filmowa z obiektywem Zeiss Planar f/0,7, wykorzystana podcza zdjęć do Barry'ego Lyndona

Po ukończeniu Mechanicznej pomarańczy Warner Bros. zaproponowało Kubrickowi wyreżyserowanie Egzorcysty, ale studio ostatecznie wybrało Williama Friedkina, obawiając się legendarnego perfekcjonizmu reżysera. Kubrick postanowił wykorzystać wiedzę o epoce Oświecenia zdobytą podczas przygotowań do filmu o Napoleonie, rozważając adaptację Targowiska próżności Williama Makepeace Thackeraya, ale uznał powieść za zbyt często dotychczas filmowaną. Ostatecznie wybrał Barry’ego Lyndona tego samego autora, którego prawa autorskie wygasły. Do głównej roli zaangażował Ryana O'Neala, a lady Lyndon zagrała Marisa Berenson. W obsadzie znaleźli się też znajomi z poprzednich filmów: Leon Vitali (lord Bullingdon), Leonard Rossiter, Steven Berkoff i Patrick Magee. Film realizowano w naturalnych plenerach – XVIII-wiecznych zamkach i posiadłościach w Wielkiej Brytanii i Irlandii, rezygnując z oświetlenia elektrycznego na rzecz świec i światła słonecznego. Kubrick, motywowany perfekcjonizmem, na potrzeby części scen zakupił specjalne obiektywy Zeiss Planar f/0,7, umożliwiające uchwycenie światła ze świec.
Barry Lyndon był alternatywną wersją filmu o Napoleonie – ironiczną parabolą ludzkiego losu o człowieku, który własną ambicją wdrapuje się na szczyt, by wszystko stracić i powrócić do punktu wyjścia. Irlandczyk Redmond Barry zdobywa tytuł szlachecki, pozycję społeczną i ukochaną żonę, ale krok po kroku traci wszystko, kończąc jako samotny, okaleczony szuler. Inaczej jednak niż w powieści, gdzie Barry wiódł zawadiacki żywot, w filmie stał się niezręcznie radzącym sobie w życiu człowiekiem, w którego karierze dużą rolę odgrywa przypadek i który właśnie dzięki temu mógł zaskarbić sobie sympatię widzów. Film wyróżniał się malarskim charakterem, z charakterystycznymi ujęciami rozpoczynającymi się od detalu i powoli odsłaniającymi całość sceny. Muzyka Leonarda Rosenmana opierała się na kompozycjach epoki, szczególnie na Sarabandzie Georga Friedricha Händla. Filmowanie i postprodukcja trwały dwa lata, a premiera odbyła się 18 grudnia 1975. Film nie był przebojem kasowym w Stanach Zjednoczonych, ale nadrobił tamtejsze straty wysoką frekwencją w Europie, spotkał się z pozytywną reakcją krytyki i zdobył cztery Oscary (za zdjęcia, scenografię, muzykę i kostiumy). Kubrick otrzymał kolejne nominacje za film, reżyserię i scenariusz adaptowany, przegrywając jednak rywalizację o statuetki z Lotem nad kukułczym gniazdem Miloša Formana.

### Lśnienie

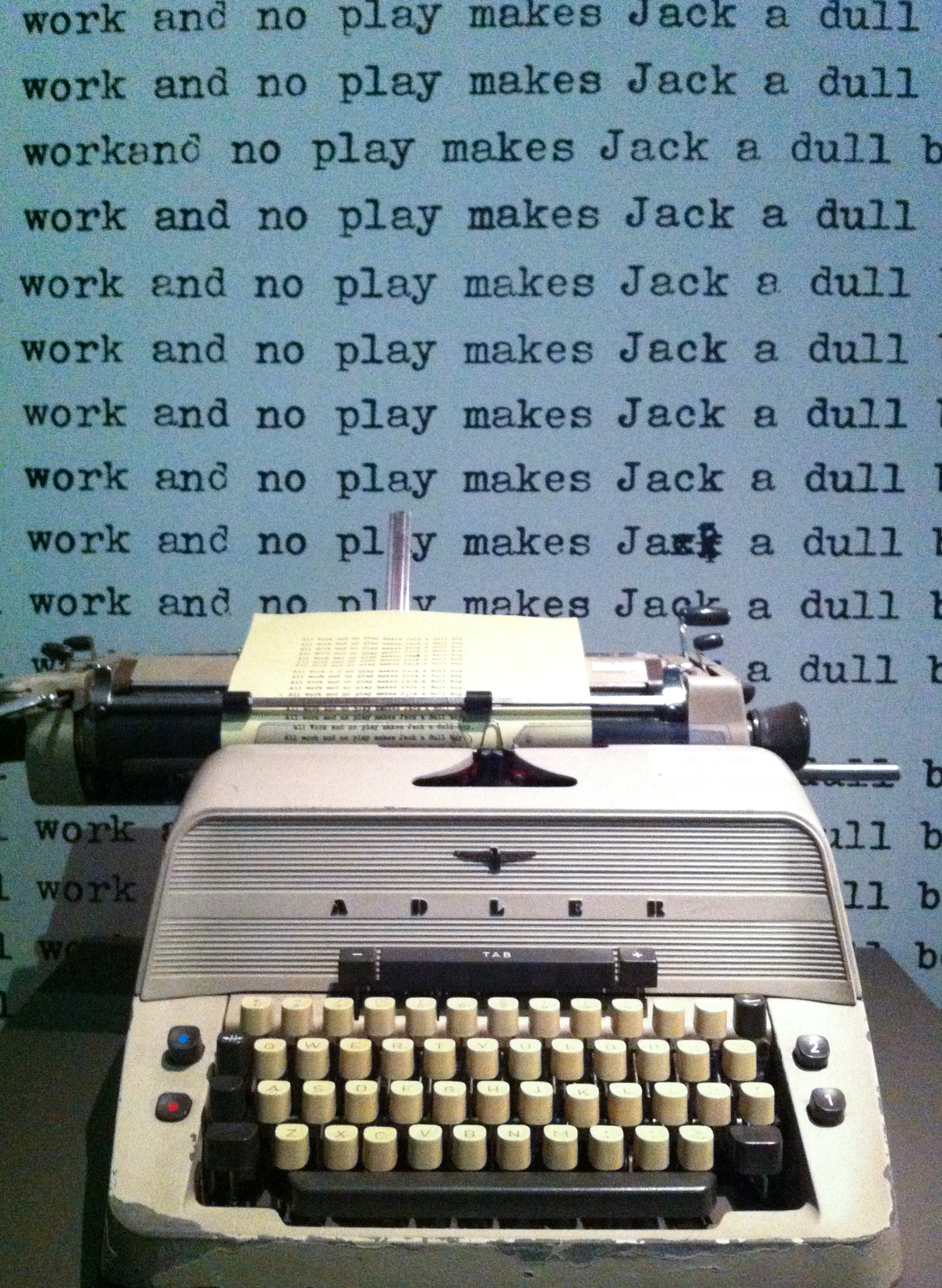
Eksponat z filmową maszyną do pisania w amsterdamskim EYE Filminstitut. W tle widoczne maniakalnie wpisywane przez filmowego Jacka zdanie „All work and no play makes Jack a dull boy”

Kolejnym materiałem literackim, który zainteresował Kubricka, była książka grozy Lśnienie Stephena Kinga. Scenariusz do filmu na podstawie Kinga Kubrick zaczął pisać w 1977 we współpracy z literaturoznawczynią Diane Johnson. Większość pomysłów na urozmaicenie fabuły pochodziło od Kubricka, a Johnson twierdziła po latach: „Uderzyło mnie, jak dobrze Stanley pisał postać Jacka. Znacznie lepiej niż ja sama. Biorąc pod uwagę, z jaką łatwością Stanley pisał Jacka, trudno by było sobie wyobrazić, że Stanley jest tym miłym, serdecznym mężem i ojcem, którym jest naprawdę”. Bodźcem do realizacji był film prezentujący możliwości Steadicamu, wynalezionej przez Garretta Browna platformy zapewniającej płynność ujęć. Kubrick zaprosił Browna na plan, zastępując charakterystyczne dla Barry’ego Lyndona odjazdy kamery ciągłym, obsesyjnym ruchem naprzód – widocznym choćby w scenach z Dannym na trójkołowym rowerku. Do głównej roli Kubrick wybrał Jacka Nicholsona, który na tyle sugestywnie odtworzył rolę przemocowego pisarza, że przypłacił to rozstaniem z dotychczasową małżonką.
Film opowiada historię Jacka Torrance’a, niespełnionego pisarza-alkoholika, który wraz z rodziną zostaje stróżem odciętego na zimę hotelu Overlook, gdzie jego poprzednik porąbał siekierą żonę i córki. Syn bohatera, Danny nawiązuje przyjaźń z kucharzem Dickiem Halloranem, który objaśnia mu zdolność „lśnienia” – komunikacji telepatycznej i widzenia przeszłych zdarzeń. Osamotnienie stopniowo niszczy rodzinę: Danny spotyka duchy zamordowanych dziewczynek, Jack nie może się skupić na pisaniu, a po incydencie w pokoju 237 zaczyna „rozmawiać” z duchami hotelowymi – barmanem Lloydem i Delbertem Gradym, który przekonuje go do „skorygowania” rodziny. Żona Jacka, Wendy (Shelley Duvall) odkrywa, że Jack przez miesiące przepisywał jedno zdanie; ogłusza go i zamyka w spiżarni, ale Grady go uwalnia. W finale Jack goni rodzinę z toporem, zabija przybyłego na pomoc Hallorana, ale gubi się w ogrodowym labiryncie i zamarza, podczas gdy Danny i Wendy uciekają. Stephen King krytykował adaptację za zmianę wymowy – u Kubricka zło pochodzi z wnętrza człowieka, nie od duchów hotelu. Film interpretowano jako studium rozpadu rodziny, wizję kryzysu twórczego, wreszcie jako komentarz na temat toksycznej męskości. Film miał premierę 23 maja 1980, spotkał się z mieszanymi reakcjami krytyków i zarobił niewiele ponad 45 milionów dolarów, ale z czasem zyskał sławę dzieła kultowego i stał się inspiracją dla licznych interpretacji.

### Full Metal Jacket
Podstawą Full Metal Jacket stała się powieść The Short-Timers Gustava Hasforda, korespondenta wojennego z Wietnamu, opowiadająca o losach młodego żołnierza piechoty morskiej od szkolenia na wyspie Parris po udział w krwawych walkach. Współscenarzystą został Michael Herr, wcześniej pracujący przy Czasie apokalipsy Coppoli. W przeciwieństwie do innych filmów wietnamskich Kubrick postanowił zrealizować swój obraz w miejskim pejzażu – wykorzystał przeznaczoną do wyburzenia londyńską dzielnicę Isle of Dogs i pozostałości gazowni w Beckton, gdzie wcześniej Alan Parker kręcił fragmenty Ściany. Na teren Kubrick sprowadził drogą morską dziesiątki żywych palm z Azji, tworząc miejską dżunglę zamiast tradycyjnej tropikalnej scenerii walk o Hue. Kompletowanie obsady było trudne – Anthony Michael Hall odrzucił swą rolę i został zastąpiony Matthew Modine’em, Vincent D'Onofrio musiał znacznie przytyć do roli Gomera Pyle'a, co zakończyło się kontuzją i paromiesięczną przerwą w zdjęciach. Najbardziej oryginalna była historia obsadzenia sierżanta Hartmana: Ronald Lee Ermey, były żołnierz piechoty morskiej zatrudniony jako konsultant, zażądał roli dla siebie i zaimprowizował wiele scen szkolenia.
Film dzieli się na dwie części: pierwsza przedstawia brutalne szkolenie rekrutów, kulminując tragiczną przemianą Pyle'a, który po zbiorowym biciu „kocówą” popada w obłęd i zabija Hartmana przed popełnieniem samobójstwa. Druga część przenosi akcję do Wietnamu, gdzie uczestniczący uprzedmio w szkoleniu Joker styka się z okrucieństwem obu stron konfliktu – od psychopatycznego strzelca pokładowego mordującego cywilów po finałowe starcie ze snajperką, młodą Wietnamką ukrytą w ruinach fabryki. Full Metal Jacket był najpełniejszym ujęciem stałego tematu Kubricka – zorganizowanego, zinstytucjonalizowanego zabijania. Pierwsza część stanowi wyjątkową w historii kina wiwisekcję przemocy, w której nawet energia seksualna młodych żołnierzy jest ukierunkowywana na zabijanie (śpią z karabinami, nadają im kobiece imiona). Kubrick przedstawia przemoc tak zorganizowaną, że dobicie rannej snajperki przez Jokera staje się aktem miłosierdzia – przejawem człowieczeństwa. Film, ukazawszy się w kinach 23 czerwca 1987, miał pecha – pół roku przed premierą wszedł Pluton Olivera Stone’a, co umniejszyło sukces komercyjny dzieła Kubricka. Mikics, porównując oba filmy, uznał Full Metal Jacket za „anty-Pluton”: „zamiłowanie Stone’a do patosu kontrastuje z subtelnym, a zarazem satyrycznym i wrażliwym stylem Kubricka”.

### Oczy szeroko zamknięte
Po ukończeniu Full Metal Jacket Kubrick rozpoczął pracę nad adaptacją powieści Louisa Begleya Wartime Lies pod tytułem Aryjskie papiery – opowieścią o wojennych przeżyciach chłopca w okupowanej Polsce. Reżyser długo poszukiwał odpowiednich plenerów, rozważając nawet Polskę, ostatecznie wybierając duńskie Århus. Do głównej roli wybrał Josepha Mazzello Projekt został jednak porzucony z powodu konkurencji – Spielberg rozpoczął pracę nad Listą Schindlera, co skłoniło Kubricka do wstrzymania realizacji z obawy przed porażką kasową lub wycofaniem finansowania.
Następnie Kubrick zajął się adaptacją opowiadania Briana Aldissa Supertoys Last All Summer Long o przyjaźni chłopca i androida, ale ostatecznie porzucił scenariusz A.I. Sztucznej inteligencji na rzecz Spielberga. Ostatecznie powrócił do projektu z lat 60. – adaptacji noweli Arthura Schnitzlera Traumnovelle, przenosząc akcję z wiedeńskiego fin de siècle’u do współczesnego Nowego Jorku. Oczy szeroko zamknięte (Eyes Wide Shut) opowiadają historię małżeństwa (Tom Cruise i Nicole Kidman), które po wyznaniu żony o pokusie zdrady przeżywa kryzys. Nocna eskapada męża po Manhattanie prowadzi go przez szereg pokus, kulminując tajemniczą orgią w zamaskowanym towarzystwie, gdzie ratuje go nieznajoma kobieta, płacąc za to życiem. Kubrick zmarł 7 marca 1999, cztery dni po pierwszej projekcji filmu, nie zdążywszy ukończyć planowanego powrotu do projektu A.I.: Sztucznej inteligencji. Oczy szeroko zamknięte, które trafiły do kin 16 lipca 1999, przyjęto z mieszanymi uczuciami; recenzenci oceniali film jako „sztywny, pompatyczny, pozbawiony erotyzmu i nudny”. Ze względu na liczne sceny erotyczne z udziałem Kidman oraz celowe rozgrywanie przez Kubricka konfliktu między parą odtwarzającą główne role film również zyskał niesławę dzieła, które przyczyniło się do rozwodu Cruise’a z Kidman.

## Projekty nieukończone
W dorobku Kubricka obok dzieł ukończonych przez reżysera można znaleźć też filmy, których ukończyć się z różnych przyczyn nie udało, czy też ściślej: nie udało się doprowadzić do rozpoczęcia ich realizacji.

### Napoleon

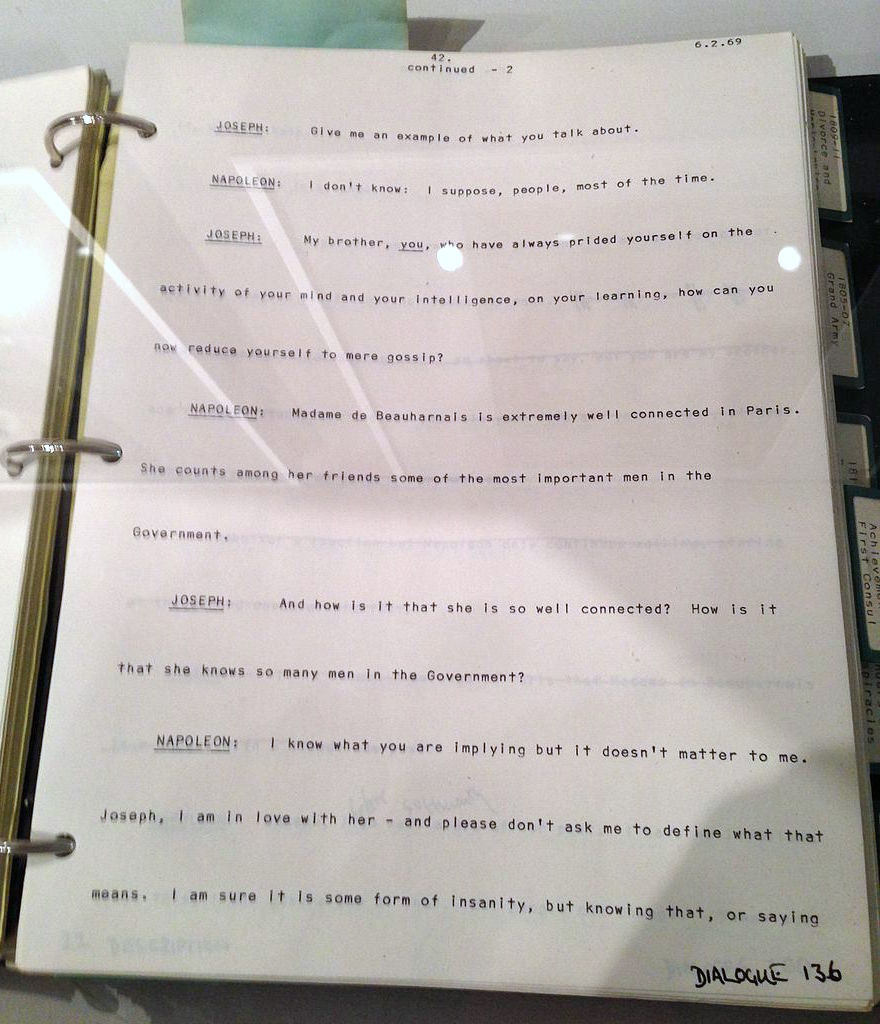
Fragment scenariusza Napoleona

Po ukończeniu 2001: Odysei kosmicznej Kubrick rozpoczął przygotowania do biografii Napoleona I, którą traktował jako projekt życia. Reżyser przeprowadził szczegółowe badania, gromadząc setki książek i współpracując z historykami, a także opracował system archiwizacji informacji o życiu cesarza z podziałem na poszczególne dni. Przygotowania obejmowały współpracę z rządem rumuńskim w celu zapewnienia lokacji i tysięcy żołnierzy jako statystów, a także innowacyjne rozwiązania kostiumowe. Projekt został jednak zawieszony po kasowej porażce filmu Waterloo Siergieja Bondarczuka, co spowodowało wycofanie się producentów obawiających się podobnej klęski finansowej. Mimo wielokrotnych prób powrotu do tego tematu, Kubrick nie zdołał ukończyć ambitnego projektu, który pozostał jednym z najbardziej znanych niezrealizowanych filmów w historii kina.

### Inne projekty
- W latach 50. reżyser zainteresował się ponurym thrillerem The Killer Inside Me, jednak do realizacji filmu nie doszło[129]; ostatecznie The Killer Inside Me przeniósł na ekran w roku 2010 Michael Winterbottom.
- Na przełomie lat 80. i 90. Kubrick rozpoczął pracę nad adaptacją powieści Wojenne kłamstwa o roboczym tytule Aryjskie papiery, jednak projekt ten po kilku latach zarzucił[130].
- W połowie lat 90. Kubrick napisał scenariusz filmu science fiction A.I. Artificial Intelligence (Sztuczna inteligencja). Rozpoczęcie realizacji filmu odłożył do momentu odpowiedniego rozwinięcia się cyfrowych efektów wizualnych; po śmierci Kubricka pracę nad filmem kontynuował Steven Spielberg, który jednak poważnie zmodyfikował wyjściowy scenariusz. Film miał premierę w roku 2001[131].

## Styl filmowy

### Tematyka filmowa
Twórczość filmowa Stanleya Kubricka charakteryzuje się obecnością kilku przewodnich motywów filozoficznych, które konsekwentnie przewijają się przez jego dzieła. Najważniejszym z nich jest pesymistyczna wizja natury ludzkiej, zakładająca fundamentalną skłonność człowieka do zła. Reżyser przedstawia jednostkę jako istotę z gruntu skażoną, niezdolną do prawdziwego dobra, co znajduje odzwierciedlenie w postaciach takich jak Alex z Mechanicznej pomarańczy czy Jack Torrance z Lśnienia. Równie istotna jest koncepcja ograniczonej sprawczości jednostki wobec sił losu – bohaterowie Kubricka często stają się marionetkami w rękach kapryśnego przeznaczenia, pozbawionymi rzeczywistego wpływu na bieg wydarzeń. Paradoksalnie jednak reżyser postrzega zdolność do świadomego wyboru zła jako wyróżnik człowieczeństwa, sugerując, że właśnie ta mroczna wolność definiuje ludzką naturę. Pod tym względem Kubrick wyraźnie inspirował się filozofią Friedricha Nietzschego.

### Kontrola techniczna i artystyczna
Dbałość Kubricka o detale wykraczała daleko poza standardowe wymagania reżyserskie i obejmowała wszystkie aspekty techniczne filmu. Precyzyjnie określał parametry fotograficzne, w tym dobór obiektywów i soczewek, które miały służyć konkretnym celom narracyjnym i estetycznym. Równie skrupulatnie nadzorował oświetlenie planu, kontrolując nie tylko natężenie światła, ale także jego kierunek i barwę, aby uzyskać zamierzony nastrój i atmosferę. Każdy gest i wyraz twarzy aktora podlegał jego ocenie i korekcie, podobnie jak dobór warstwy muzycznej, która musiała idealnie komponować się z obrazem. Ten nadzór nad procesem twórczym, choć czasem męczący dla współpracowników, pozwalał Kubrickowi na stworzenie filmów o wysokiej spójności artystycznej i technicznej precyzji.

### Muzyka w filmach Stanleya Kubricka
W filmach Kubricka muzyka pełni wyjątkowo ważną rolę. Twórcą muzyki do jego wczesnych filmów był przyjaciel z czasów szkolnych Gerald Fried. Wyjątkowo ciekawy efekt uzyskali w Ścieżkach chwały, gdzie ścieżkę dźwiękową zdominowała perkusja. Była to pierwsza w historii filmu oryginalna partytura przeznaczona wyłącznie na perkusję. Poczynając od Odysei kosmicznej, są to przede wszystkim cytowane bądź adaptowane utwory klasyczne (od Haendla poprzez Beethovena, Schuberta i Johanna Straussa aż po Ryszarda Straussa i Szostakowicza) oraz awangardowe (Ligeti, Penderecki). 
Mając do dyspozycji tak bogaty repertuar symfoniczny, współczesny oraz awangardowy, nie bardzo widzę sens angażowania kompozytora, który może być nawet znakomity, ale przecież nigdy nie dorówna ani Mozartowi, ani Beethovenowi […]. Postępowanie takie pozwala też na eksperymentowanie z muzyką na wczesnym etapie montażu, czasem nawet na przycinanie scen do muzyki. Przy normalnym trybie pracy [czyli zamawiając muzykę u kompozytora na ostatnim etapie produkcji filmu – DG] nie da się tego zrobić równie łatwo.

## Życie prywatne

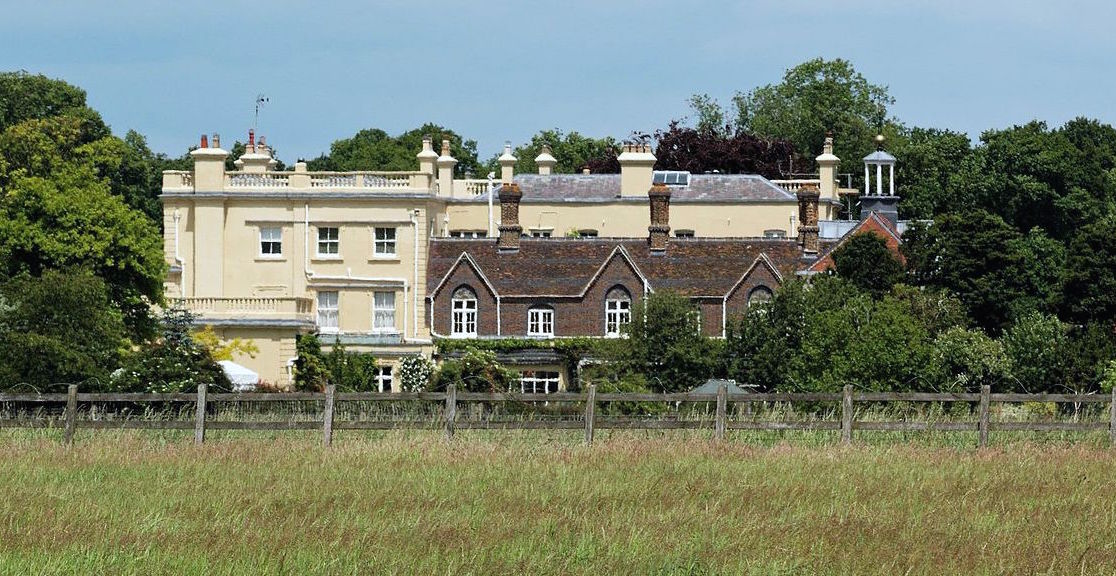
Childwickbury Manor – posiadłość w Hertfordshire, w Anglii, gdzie Kubrick mieszkał wraz z rodziną

W młodości Kubrick rozwijał różnorodne zainteresowania, w tym lotnictwo – posiadał licencję pilota na samoloty jednosilnikowe. Jego hobby obejmowały również tenis stołowy, szachy, fotografię oraz sporty amerykańskie. Podczas pobytu w Europie regularnie oglądał i analizował mecze NFL nagrywane przez znajomych w Stanach Zjednoczonych.

Reżyser był trzykrotnie żonaty. Pierwsze dwa małżeństwa z Tobą Metz i Ruth Sobotką zakończyły się rozwodem po kilku latach. Trzeci związek z Christiane Harlan trwał 40 lat, para miała dwie córki: Anyę (1959–2009) i Vivian (ur. 1960), a także wychowywała córkę Christiane z poprzedniego związku, Katharine. Pomimo wychowania w tradycji judaistycznej, Kubrick nie angażował się aktywnie w praktyki religijne, ale ateistycznych poglądów reżysera nie potwierdza Nathan Abrams:
Kubrick nigdy w pełni nie porzucił wiary, kultury i tradycji swoich przodków. Jego filmy były wyraźnie zaangażowane w poszukiwanie sensu, co w dużej mierze można przypisać żydowskiemu wychowaniu, które na niego wpłynęło, świadomie lub nie. Dlatego też jego filmy nawiązywały do tekstów żydowskich – choć w sposób niebezpośredni – a jego świecka tożsamość była o wiele bardziej złożona, niż sugerowałyby etykiety ateizmu czy agnostycyzmu.
Stanley Kubrick został pochowany na terenie swojej posiadłości Childwickbury Manor, w mieście Harpenden.

## Filmografia
- Day of the Fight (1951)
- Flying Padre (1951)
- The Seafarers (1952)
- Strach i pożądanie (Fear and Desire, 1953)
- Pocałunek mordercy (Killer’s Kiss, 1955)
- Zabójstwo (The Killing, 1956)
- Ścieżki chwały (Paths of Glory, 1957)
- Spartakus (Spartacus, 1960) wg powieści Howarda Fasta
- Lolita (1962) wg powieści Vladimira Nabokova
- Doktor Strangelove, czyli jak przestałem się martwić i pokochałem bombę (Dr. Strangelove or: How I Learned to Stop Worrying and Love the Bomb, 1963)
- 2001: Odyseja kosmiczna (2001: A Space Odyssey, 1968) wg powieści Arthura C. Clarke'a
- Mechaniczna Pomarańcza (A Clockwork Orange, 1971) wg powieści Anthony’ego Burgessa
- Barry Lyndon (1975) wg powieści Williama Makepeace’a Thackeraya
- Lśnienie (The Shining, 1980) wg powieści Stephena Kinga
- Full Metal Jacket (Full Metal Jacket, 1987) wg powieści Gustava Hasforda
- Oczy szeroko zamknięte (Eyes Wide Shut, 1999) wg powieści Arthura Schintzlera

## Nagrody i nominacje
| Rok  | Film                                                                    | Kategoria                                | Wynik     | Źródło  |
| ---- | ----------------------------------------------------------------------- | ---------------------------------------- | --------- | ------- |
| 1965 | Doktor Strangelove, czyli jak przestałem się martwić i pokochałem bombę | Oscar za najlepszy film                  | Nominacja | [ 145 ] |
| 1965 | Doktor Strangelove, czyli jak przestałem się martwić i pokochałem bombę | Oscar za najlepszą reżyserię             | Nominacja | [ 145 ] |
| 1965 | Doktor Strangelove, czyli jak przestałem się martwić i pokochałem bombę | Oscar za najlepszy scenariusz adaptowany | Nominacja | [ 145 ] |
| 1969 | 2001: Odyseja kosmiczna                                                 | Oscar za najlepszą reżyserię             | Nominacja | [ 145 ] |
| 1969 | 2001: Odyseja kosmiczna                                                 | Oscar za najlepszy scenariusz adaptowany | Nominacja | [ 145 ] |
| 1969 | 2001: Odyseja kosmiczna                                                 | Oscar za najlepsze efekty specjalne      | Wygrana   | [ 145 ] |
| 1972 | Mechaniczna pomarańcza                                                  | Oscar za najlepszy film                  | Nominacja | [ 145 ] |
| 1972 | Mechaniczna pomarańcza                                                  | Oscar za najlepszą reżyserię             | Nominacja | [ 145 ] |
| 1972 | Mechaniczna pomarańcza                                                  | Oscar za najlepszy scenariusz adaptowany | Nominacja | [ 145 ] |
| 1976 | Barry Lyndon                                                            | Oscar za najlepszy film                  | Nominacja | [ 145 ] |
| 1976 | Barry Lyndon                                                            | Oscar za najlepszą reżyserię             | Nominacja | [ 145 ] |
| 1976 | Barry Lyndon                                                            | Oscar za najlepszy scenariusz adaptowany | Nominacja | [ 145 ] |
| 1987 | Full Metal Jacket                                                       | Oscar za najlepszy scenariusz adaptowany | Nominacja | [ 145 ] |

| Rok  | Film                   | Kategoria               | Wynik     | Źródło  |
| ---- | ---------------------- | ----------------------- | --------- | ------- |
| 1961 | Spartakus              | Złoty Glob za reżyserię | Nominacja | [ 146 ] |
| 1963 | Lolita                 | Złoty Glob za reżyserię | Nominacja | [ 146 ] |
| 1972 | Mechaniczna pomarańcza | Złoty Glob za reżyserię | Nominacja | [ 146 ] |
| 1976 | Barry Lyndon           | Złoty Glob za reżyserię | Nominacja | [ 146 ] |

| Rok  | Film                                                                    | Kategoria                                                                  | Wynik     | Źródło  |
| ---- | ----------------------------------------------------------------------- | -------------------------------------------------------------------------- | --------- | ------- |
| 1961 | Spartakus                                                               | Nagroda Brytyjskiej Akademii Filmowej za najlepszy film z dowolnego źródła | Nominacja | [ 147 ] |
| 1965 | Doktor Strangelove, czyli jak przestałem się martwić i pokochałem bombę | Nagroda Brytyjskiej Akademii Filmowej za najlepszy scenariusz              | Nominacja | [ 147 ] |
| 1969 | 2001: Odyseja kosmiczna                                                 | Nagroda ONZ                                                                | Nominacja | [ 147 ] |
| 1969 | 2001: Odyseja kosmiczna                                                 | Nagroda Brytyjskiej Akademii Filmowej za najlepszy film                    | Nominacja | [ 147 ] |
| 1973 | Mechaniczna pomarańcza                                                  | Nagroda Brytyjskiej Akademii Filmowej za najlepszy scenariusz adaptowany   | Nominacja | [ 147 ] |
| 1973 | Mechaniczna pomarańcza                                                  | Nagroda Brytyjskiej Akademii Filmowej za najlepszą reżyserię               | Nominacja | [ 147 ] |
| 1976 | Barry Lyndon                                                            | Nagroda Brytyjskiej Akademii Filmowej za najlepszą reżyserię               | Wygrana   | [ 147 ] |
| 2000 | Honorowe członkostwo Akademii (pośmiertnie)                             | Honorowe członkostwo Akademii (pośmiertnie)                                | Wygrana   | [ 147 ] |